# 行水

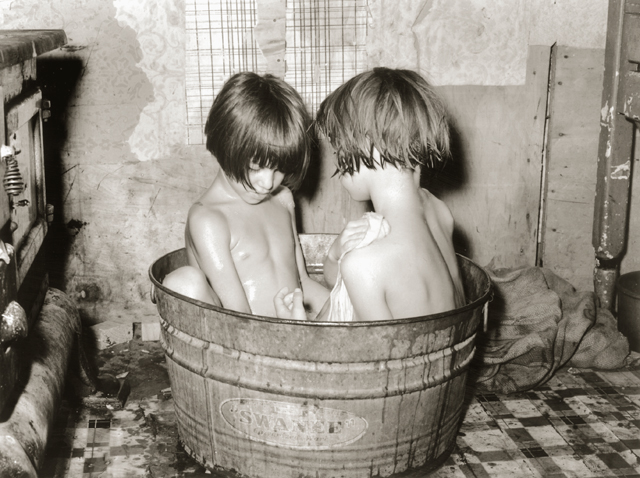
金ダライに入り、行水する子ども達

行水（ぎょうずい）とは、桶やたらい等にお湯や水をそそぎ、それを浴びて体を洗うこと。入浴の一形態。

## 概要

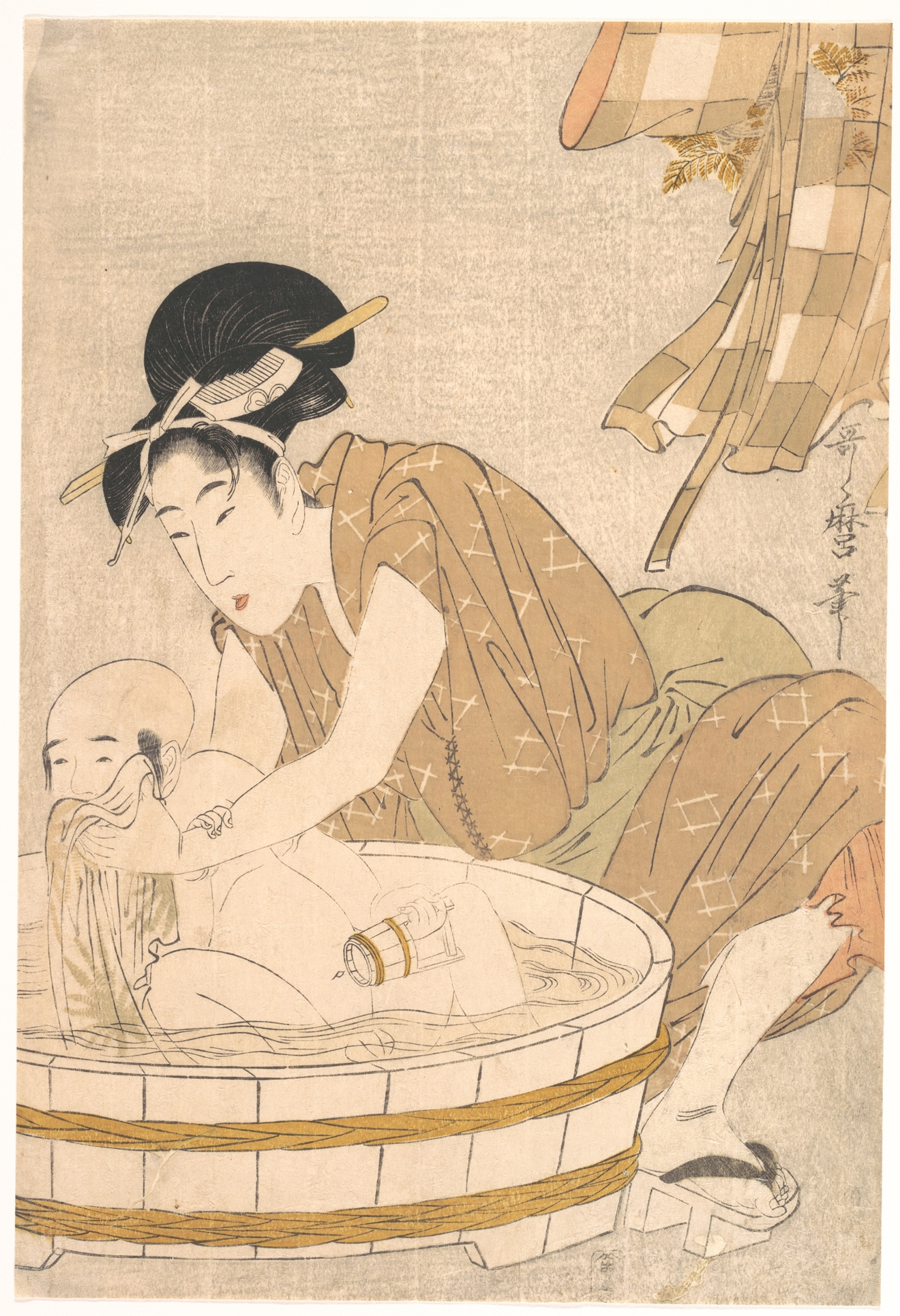
浮世絵に描かれた行水

行水は、20世紀末頃に家庭用給湯器が普及する以前に、しばしばみられた体を清潔にするための行為であるが、同時に夏などに暑さをしのぎ涼を取るためにも行われたため、夏の季語になっている。やかんなどで湯を沸かし、水を入れたたらいに湯を足して温度調節をする。たらいは古く木製であったが、後にアルマイトやトタン（めっきした鉄薄板）などでできた「金ダライ（かなだらい）」、あるいはプラスチック製のものが用いられた。
風呂において桶を満たすほどの湯水を得難かった時代には、少量の湯水をたらいに湛えて下半身を浸け、手桶で肩から水を流したり、たらいの水に浸した手拭を絞り、体を拭った。場合によっては垣根で囲われた庭にたらいを置いて戸外で浴びる姿なども江戸時代から明治・大正の風俗を示した絵などに残る。
社会の近代化と共に生活インフラが拡充され、一般の家庭でも大量の湯水を得易くなり、頻繁に風呂を入れやすくなったことにもちなんで、行水という行為は次第に廃れていったようで、日本国内ではかつて金物屋などの店先を飾った直径1m程もある行水用の金ダライを見掛けることは、20世紀末頃までにほとんど無くなった。

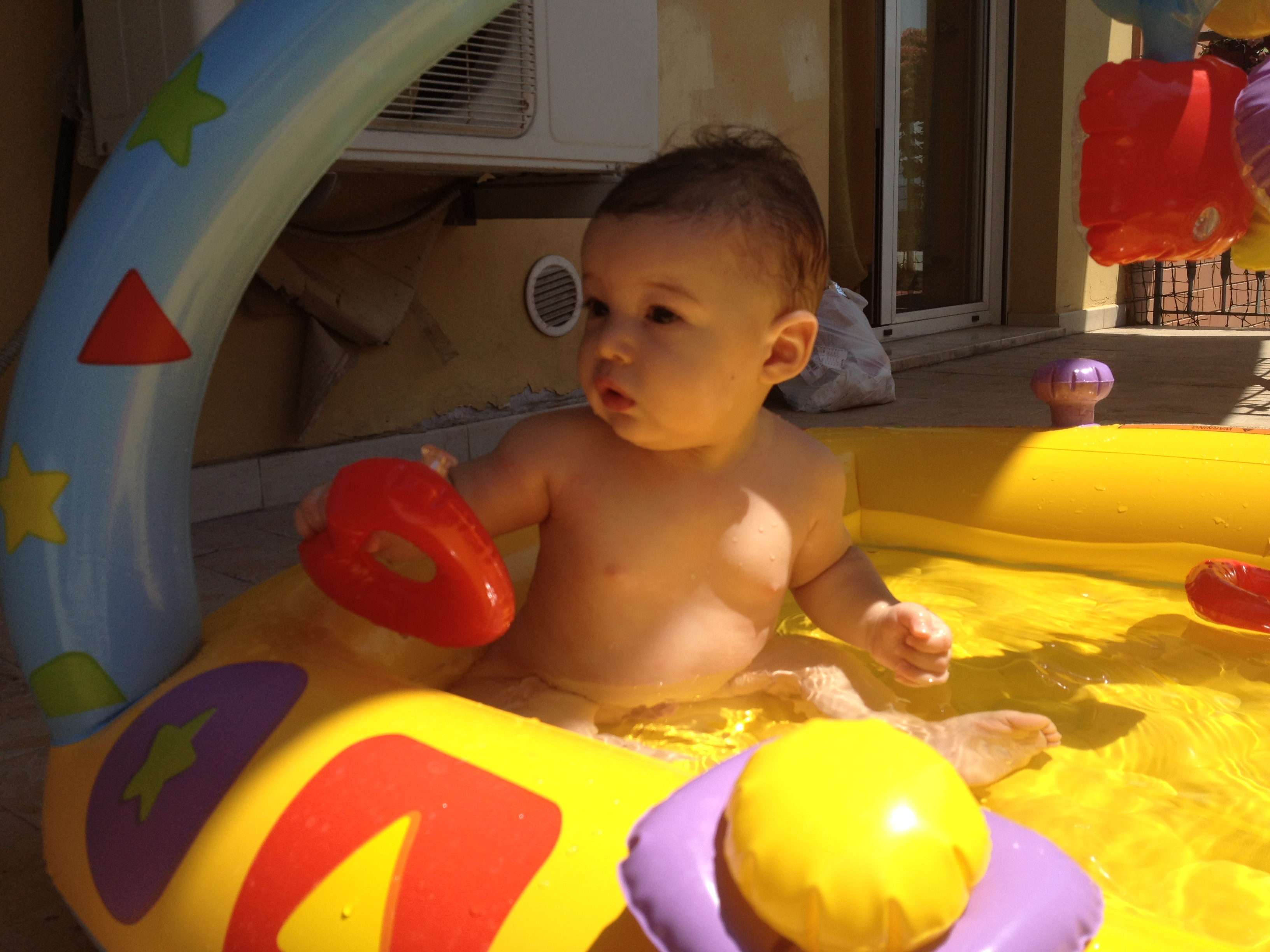
ビニール製プールに浸かった幼児

ただし、一般家庭向けの、小さな空気を入れて膨らませるビニール製プールは依然として販売されており、庭先や集合住宅のベランダなどで子供の水遊びに用いられていることもしのばれる。ただこちらは、水着を着るなど、体の清潔さを求めるものではなく、専ら涼を取るためのものに近い単なる遊びの範疇にある行為となっているという。

## 由来
由来は仏教用語。日本では神仏に祈ったり、神事・仏事を行う際に身を洗い清めることを言った。単に手を洗い、口をすすぐのみでも行水と称されることもあった。中世に上述の現代の意味も生じた。

## 慣用句
- 短い時間しか入浴ないし水浴びをしないことを「カラスの行水」という。